# آنا مريديث
آنا مريديث (بالإنجليزية: Anna Meredith)‏ هي موسيقية وملحنة بريطانية، ولدت في 12 يناير 1978 في لندن في المملكة المتحدة.

## وصلات خارجية
- الموقع الرسمي
- آنا مريديث على موقع IMDb (الإنجليزية)
- آنا مريديث على موقع ميوزك برينز (الإنجليزية)
- آنا مريديث على موقع أول ميوزيك (الإنجليزية)
- آنا مريديث على موقع ديسكوغز (الإنجليزية)